# La Semaine de Suzette
Pour les articles homonymes, voir Suzette (homonymie).

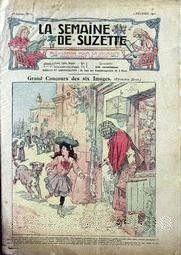
Couverture du premier numéro de l'hebdomadaire, février 1905

La Semaine de Suzette est un hebdomadaire destiné aux fillettes et jeunes filles issues de familles aisées, publié en France du 2 février 1905 au 25 août 1960 par les éditions Gautier-Languereau (Henri Gautier jusqu'en 1918). Il contenait des textes illustrés, des récits édifiants, des conseils pratiques et quelques bandes dessinées.
Il est célèbre pour avoir introduit dès son premier numéro le personnage de Bécassine, créé par le dessinateur Joseph Porphyre Pinchon et la rédactrice-en-chef de la revue Jacqueline Rivière. D'autres auteurs de talent, tels Étienne Le Rallic, Edmond-François Calvo ou Marie d'Agon de la Contrie, ont collaboré à La Semaine de Suzette.
Les numéros invendus étaient rassemblés en albums reliés, semestriels jusqu'en 1950, ensuite quadrimestriels, puis trimestriels. Des livres reprenant chacun une histoire complète ayant paru dans la revue sont publiés sous le titre Bibliothèque de Suzette de 1919 à 1958.

## Illustrateurs
La Semaine de Suzette est particulièrement célèbre pour ses illustrateurs dont :
- Jack Abeillé
- Jean d'Aurian
- Françoise Bertier
- Calvo
- Marguerite Chabay
- Édith Follet
- René Follet
- Noël Gloesner
- Guydo
- Madeleine Hermet
- Manon Iessel
- Louis Leynia de la Jarrige
- Marcel Lecoultre
- Étienne Le Rallic
- Rose Maury
- Joseph Porphyre Pinchon
- Ferdinand Raffin
- Maggie Salcedo
- Henri de Sta
- Henri Thiriet

Et ses pages ont accueilli les premiers travaux de dessinateurs plus inattendus tels que Julio Ribera ou Georges Pichard.

### Documentation
- Michel Clamen, « La Semaine de Suzette », Le Collectionneur de bandes dessinées, no 15,‎ janvier 1979, p. 20-22.
- Marie-Anne Couderc, La Semaine de Suzette : Histoires de filles, Paris, CNRS Éditions, 2005, 256 p. (ISBN 2271063396) (voir : Marie-Anne Couderc, « La semaine de Suzette : histoire d'un journal pour enfants », sur Editions C.N.R.S.).
- Patrick Gaumer, « Semaine de Suzette, La », dans Dictionnaire mondial de la BD, Paris, Larousse, 2010 (ISBN 9782035843319), p. 765.